# Остроленка
Остролѐнка (на полски: Ostrołęka) е град в Североизточна Полша, Мазовско войводство. Административен център е на Остроленски окръг без да е част от него. Самият град е обособен в отделен окръг с площ 28,63 км2.

## География
Градът се намира в североизточната част на войводството край река Нарев.

## Население
Населението на града възлиза на 53 287 души (2013). Гъстотата е 1861 души/км2.

## Спорт
Остроленка е дом на футболния клуб Нарев (Остроленка).

## Личности

### Родени в града
- Януш Степновски, римокатолически духовник, ломженски епископ

## Фотогалерия
- Улица „Гловацки“
- Улица „Килински“
- Културен център
- Градската болница
- Мост „Мадалински“
- Река „Нарев“
- Църква „Св. Антоний“
- Църква „Св. Франциск Асизки“
- Градският парк